# كارنارفون (منطقة)
كارنارفون (/kərˈnɑːrvən/; قالب:IPA-cy) هي مدينة ملكية، ومجتمع، وميناء في غويند، ويلز ، ويبلغ عدد سكانها 9,615. تقع على طول الطريق A487 ، على الشاطئ الشرقي لمضيق ميناي، مقابل جزيرة أنجيليسي. وتقع مدينة بانجور على بعد 8.6 ميل (13.8 كم) من الشمال الشرقي، بينما تهبط سنودونيا على كارنارفون من الشرق والجنوب الشرقي. تقع قرى بونتنيوددو كايثرو بالقرب من الفندق. وتشتهر المدينة أيضًا بنسبتها العالية من الناطقين باللغة الويلزية. بسبب هذا، الويلزية هي اللغة السائدة في المدينة.
تمكنت الموارد الطبيعية الوفيرة في مضيق ميناي وحوله من سكن البشر في بريطانيا ما قبل التاريخ. عاش الأورديفايسيز، قبيلة سلتيكية، في المنطقة خلال الفترة المعروفة باسم بريطانيا الرومانية. تم إنشاء الحصن الروماني سيقونتيم حوالي عام 80 لإخضاع الأورديفايسيز أثناء الفتح الروماني لبريطانيا.احتل الرومان المنطقة حتى نهاية الحكم الروماني في بريطانيا عام 382 ، وبعد ذلك أصبح كارنارفون جزءًا من مملكة جوينيد. في أواخر القرن الحادي عشر، أمر ويليام الفاتح ببناء قلعة موتيلي وبيلي في كارنارفون كجزء من غزو نورمان لويلز. لم ينجح، وظلت ويلز مستقلة حتى حوالي عام 1283.
في القرن الثالث عشر، رفض ليلين أب جروفود، حاكم غويند، تكريم إدوارد الأول ملك إنجلترا ، مما أدى إلى غزو غوينيد الإنجليزي. تلا ذلك بناء قلعة كارنارفون، أحد أكبر وأهم التحصينات التي بناها الإنجليز في ويلز. في عام 1284 ، تم تأسيس مقاطعة كارنارفونشاير على الطراز الإنجليزي من قبل نظام رودلان. في نفس العام، تم إنشاء مدينة كارنارفون كبلدة، مدينة ومدينة سوق، ومقر الحكومة الإنجليزية في شمال ويلز.
صعود بيت تيودور إلى عرش إنجلترا خفف من حدة الأعمال العدائية بين الإنجليز وأدى إلى سقوط قلعة كارنارفون في حالة من الاضطراب. ازدهرت المدينة، مما أدى إلى اعتبارها كمركز سياحي رئيسي ومقر مجلس قويندد، مع ميناء مزدهر ومرسى.توسعت كارنارفون خارج جدران العصور الوسطى وشهدت الضواحي الثقيلة. ويشمل سكانها أكبر نسبة من المواطنين الناطقين باللغة الويلزية في أي مكان في ويلز. منحت الملكة إليزابيث الثانية حالة رويال بورو في عام 1963 وعدلت إلى رويال تاون في عام 1974. تعتبر القلعة والحوائط جزءًا من موقع التراث العالمي الموصوف باسم «قلاع وجدران المدينة» للملك إدوارد في جوينيد.

## التاريخ

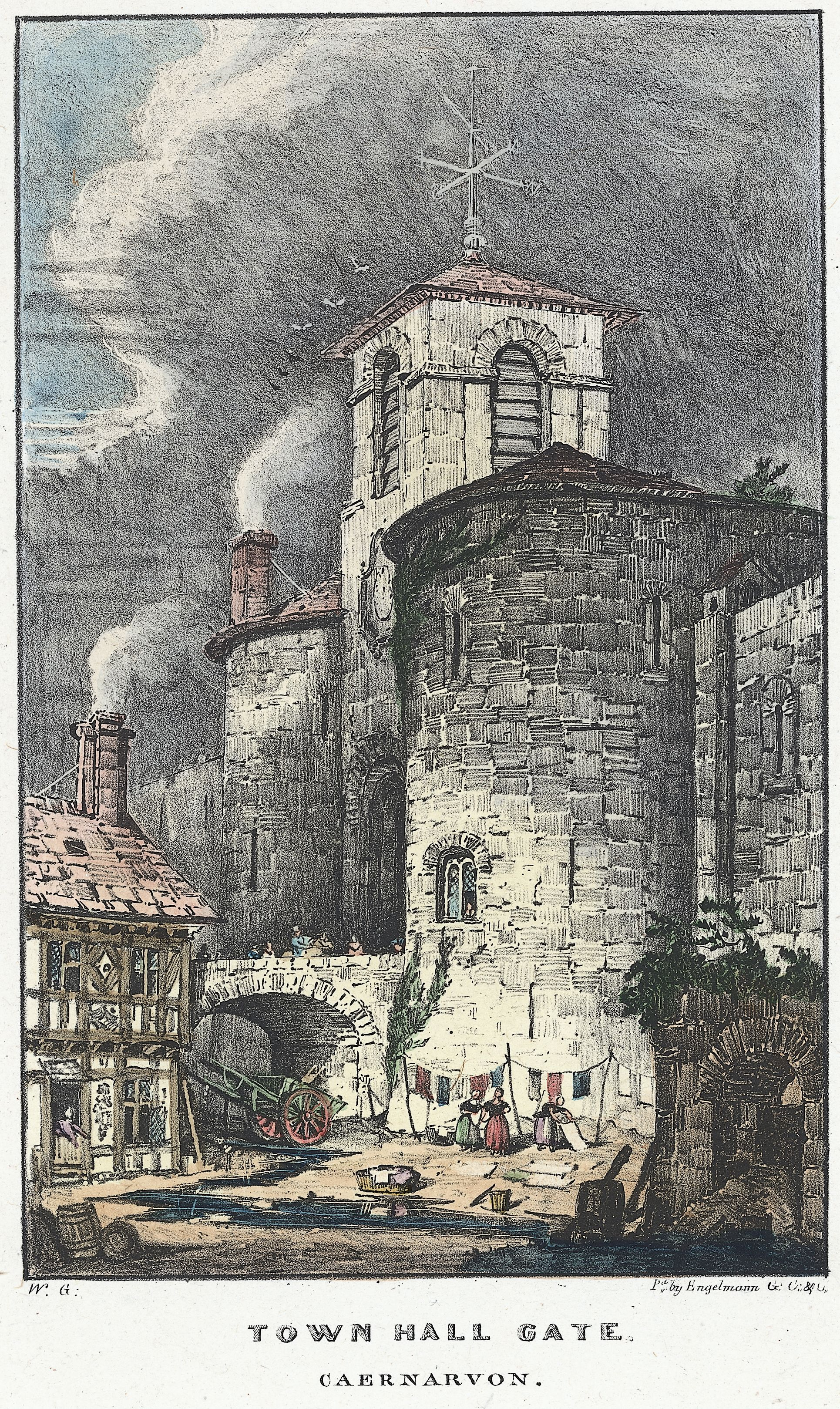
بوابة مجلس المدينة 1840

نشأت مدينة كارنارفون الحالية وترجع اسمها إلى تحصينات نورمان وأواخر العصور الوسطى. تم تسمية المستوطنة البريطانية والرومانية البريطانية السابقة في سيقونتيم باسم أفون سيونت . بعد انتهاء الحكم الروماني في بريطانيا حوالي عام 410 ، ظلت المستوطنة تعرف باسم كاير سيجنت. عن تاريخ البريطانيين، الذي استشهد به جيمس أوشر في حياة نيومان للجرمانوس في أوكسير، وكلاهما يظهر في 28 من الحضارات البريطانية شبه الرومانية في تاريخ هيريتوريا بريتونوم المنسوبة تقليديًا إلى نينيوس.
ينص العمل على أن قبر «قسطنطين الإمبراطور» (المفترض كونستانتوس كلوروس، والد قسطنطين الكبير) كان لا يزال حاضراً في القرن التاسع.

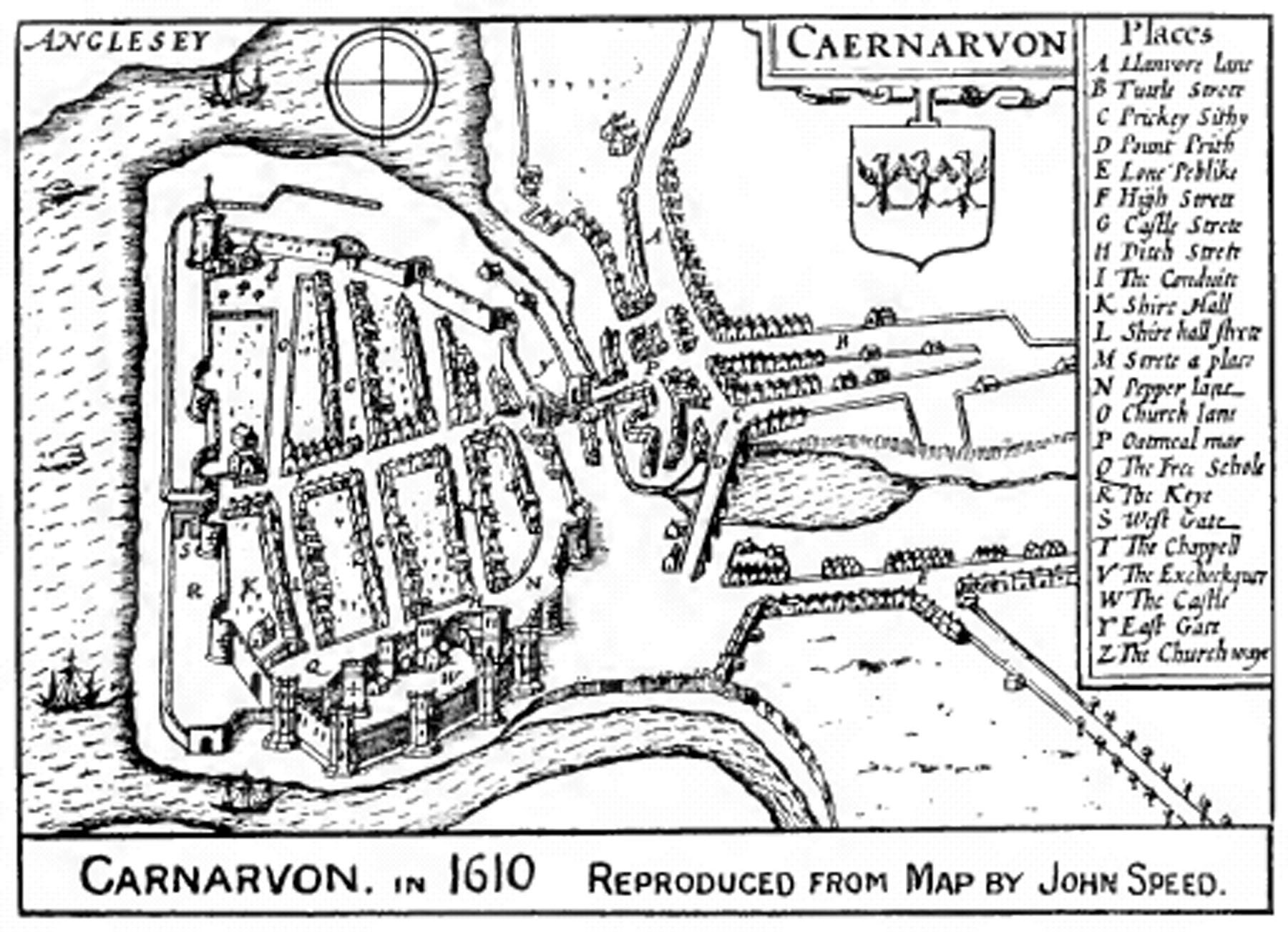
كارنارفون في 1910